# Shere Khan
Shere Khan (en hindi शेर ख़ान; en urdu خانشیر, pronunciado |ˈʃeːr ˈxɑːn|) es un personaje ficticio de El libro de la selva de Rudyard Kipling, y principal antagonista tanto en la novela como en la mayoría de sus adaptaciones. Es un tigre de Bengala devorador de hombres, cojo al caer en la hoguera de unos cazadores y que se propone matar a Mowgli, el protagonista de la historia. Finalmente es Mowgli quien lo derrota valiéndose de la ayuda de Bagheera y Baloo, y de una manada de búfalos domesticados. 
El nombre Shere Khan, que  significa en urdu e hindi «señor tigre», deriva del príncipe pastún Sher Shah Suri, llamado «el rey tigre», del que Kipling supo cuando estaba en Afganistán. Según apuntes de Rudyard Kipling, el nombre se pronuncia "Skere Khan", pero todas las adaptaciones hasta la fecha han usado la pronunciación "Shere".

## Historia

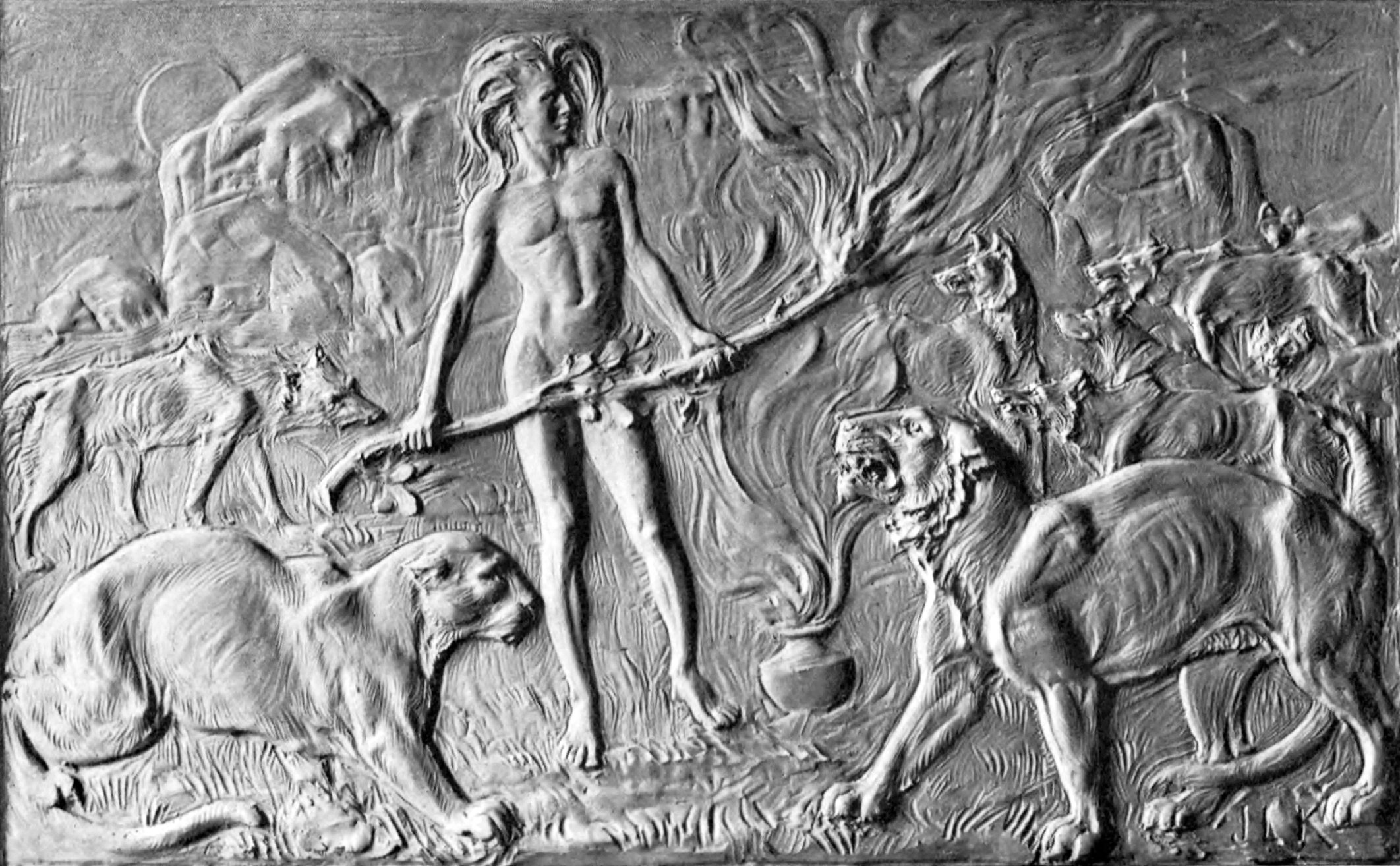
Mowgli atacando a Shere Khan (derecha) con una antorcha mientras Bagheera, una pantera negra, le observa. Detalle de un relieve en marfil realizado por John Lockwood Kipling, padre de Rudyard, The Works of Rudyard Kipling Vol. VII: The Jungle Book, 1907.

Shere Khan representa el orden y es el guardián de la ley de la selva. Si bien en la novela de Kipling Shere Khan es visto como un antropófago venido a menos, en la mayoría de las adaptaciones es considerado como el señor de la selva, temido por todos los animales. Se le apoda Lungri, «cojo». Kipling probablemente eligió un tigre cojo como villano de su historia porque un tigre saludable sería un enemigo demasiado poderoso para Mowgli.
En la novela, Shere Khan tiene un asistente, el chacal Tabaqui. Esto parte de la creencia popular de que el chacal seguía al tigre a todos lados y le alertaba de la presencia de los intrusos a cambio de sus sobras. Tabaqui suele ser eliminado de las adaptaciones de la historia, o retratado como otro animal, como una hiena.
En "Los hermanos de Mowgli", el intento fallido de Shere Khan de cazar humanos hace que un "cachorro" humano se aleje de sus padres. Cuando Shere Khan descubre al bebé, éste ha sido adoptado por los lobos, Raksha y Padre Lobo, que han llamado al niño Mowgli. Mowgli es aceptado en la manada de lobos de Akela y es protegido por Bagheera (una pantera) y Baloo (un oso). Furioso por perder su presa, el tigre jura que el niño será suyo algún día. Mientras Mowgli crece, Shere Khan se infiltra en la manada de lobos prometiéndoles a los lobos más jóvenes ricas recompensas una vez que Akela sea depuesto. Cuando los lobos jóvenes maniobran para que Akela no pueda cazar a su presa, el consejo de la manada se reúne para matarlo y reemplazarlo. Shere Khan amenaza con apoderarse de su territorio de caza si los lobos no le entregan a Mowgli. Tras recibir la advertencia de Bagheera, Mowgli ataca a Shere Khan y a sus aliados con una rama en llamas (la misteriosa y poderosa "flor roja" del hombre) y los ahuyenta. Akela abandona la manada para convertirse en un cazador solitario. Mowgli va a la aldea humana, pero jura que volverá algún día con la piel de Shere Khan.
Shere Khan también aparece en la historia "Cómo surgió el miedo", que se sitúa entre la primera y la segunda mitad de "Los hermanos de Mowgli", y probablemente algún tiempo después de "La caza de Kaa". En esta historia, el tigre viene a beber del río justo después de haber matado a un humano por pura diversión, lo que lleva a Hathi, el elefante, a contar la historia de por qué a los tigres, de todos los animales de la jungla, se les permite cazar humanos por placer en determinados momentos. Esta historia, en la que Mowgli aparece principalmente como observador, puede considerarse un antecesor directo de Just So Stories de Kipling.
En "¡Tigre! ¡Tigre!", Mowgli es adoptado por Messua y su esposo, y aprende las costumbres humanas. En este cuento, Mowgli se entera de que los aldeanos han oído hablar del tigre Shere Khan, por cuya cabeza también se ofrece un precio, pero creen que el tigre es cojo porque es la reencarnación de un prestamista herido en un motín. Cuando Mowgli se burla de estos cuentos fantásticos, los aldeanos deciden ponerlo a trabajar pastoreando búfalos. Entonces conoce a su amigo lobo, el Hermano Gris, quien le dice que Shere Khan sigue planeando matarlo. El Hermano Gris obliga a Tabaqui a decirle dónde y cuándo planea atacar Shere Khan, y luego mata al chacal. Con la ayuda de Akela, el Hermano Gris y Mowgli atrapan a Shere Khan en un estrecho cañón e incitan al búfalo a que lo mate en estampida.

## Adaptaciones y otros medios

### Versión de Disney

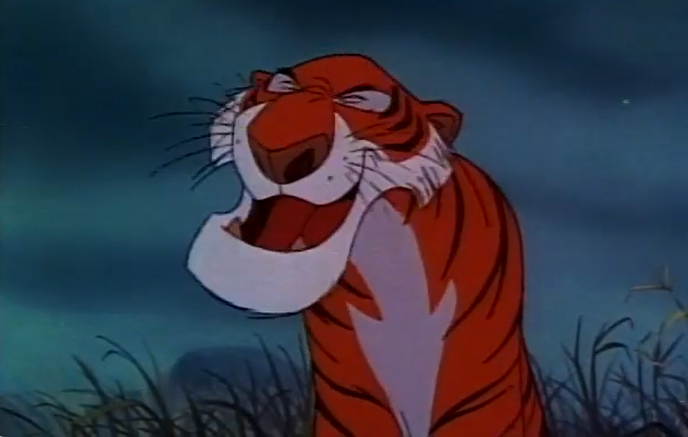
Shere Khan en la película animada de 1967.

Su encarnación más famosa es la de la película de animación El libro de la selva de Disney de 1967, donde es presentado como un personaje confiado y algo cínico cuyo único temor es el fuego. Shere Khan fue animado por el famoso artista Milt Kahl, quien también creó a varios otros villanos para la casa Disney. El personaje está basado en estudios de tigres reales así como en el actor que le dio voz en la versión original, George Sanders. En español, Carlos Petrel prestó su voz al personaje en su doblaje latinoamericano, emitido en todos los países de habla hispana. 

#### Otras películas de Disney
Shere Khan volvió a aparecer en la secuela El libro de la selva 2, donde regresa para vengarse de Mowgli, visitando incluso la aldea del hombre durante la noche en su busca. En esta película, Tony Jay le dio voz en la versión orginial, mientras que en la versión en castellano de España le puso la voz Constantino Romero. Por su parte, en español latino, la voz la hizo Sebastián Llapur, debido al fallecimiento de Petrel en 2000.
En la película de acción real de Stephen Sommers, El libro de la selva: la aventura continúa, él actúa más como un antihéroe en lugar de un villano, ya que su objetivo real era proteger a todos animales de la selva de la amenaza de los hombres. En esta versión, Shere Khan acaba aceptando a Mowgli, pues comprende que este en realidad, a pesar de ser humano, es una criatura de la selva. Fue interpretado por un tigre de bengala llamado Bombay.
Shere Khan aparece de nuevo como villano en la película de 1998 La historia de Mowgli, donde tiene la voz de Sherman Howard en la versión original en inglés, y está acompañado por su compañero Tabaqui, que en esta versión es una hiena manchada. En la película, mata a Raksha en la Ciudad de los Monos cuando ella viene a rescatar a Mowgli. Durante la batalla final, Mowgli usa fuego para desterrar a Shere Khan de su jungla. Shere Khan obedece y abandona la jungla.
Vuelve a aparecer en el remake de 2016, en donde es interpretado por Idris Elba en la versión original en inglés. Shere Khan lleva una cicatriz luego de enfrentarse y matar a un hombre en el pasado, el cual resultó ser el padre de Mowgli. Además, en esta versión, él es mucho más malvado y peligroso que su contraparte animada.

#### Televisión
La serie animada de Disney Jungle Cubs también se muestra a Shere Khan en una edad más temprana, y se revela que antes era amigo de Baloo, Bagheera y el resto de los personajes de la película.
Shere Khan fue un villano en la serie TaleSpin, y el videojuego basado en esta. En este caso es un tigre antropomófico trajeado y que camina sobre dos patas, en el papel de un magnate de los negocios.
Al igual que otros personajes animados de Disney, Shere Khan tiene varias apariciones a modo de cameo en la serie House of Mouse.

#### Otros medios de Disney
Él es un personaje usado con frecuencia en la franquicia Villanos Disney.
Shere Khan aparece como personaje jugable en el videojuego Disney Magic Kingdoms. Antes de ser desbloqueado, actúa como jefe enemigo al que otros personajes de El Libro de la Selva deben derrotar para poder seguir avanzando en la historia.
Shere Khan aparece a modo de cameo en el cortometraje de 2023 Once Upon a Studio, reuniéndose con otros personajes de Walt Disney Animation Studios para hacerse una foto de grupo.

### Mowgli: Legend of the Jungle
En la película de acción real de 2018 Mowgli: Legend of the Jungle, Shere Khan es interpretado en captura de movimiento y voz por Benedict Cumberbatch. Esta versión de Shere Khan se parece más a su homólogo de la novela que en otras adaptaciones, ya que está lisiado y tiene una pata delantera deformada. También es considerablemente más siniestro que las encarnaciones en otras adaptaciones, ya que se esfuerza continuamente por ganar más poder e influencia entre las criaturas de la selva mientras busca matar a Mowgli.

### Otras apariciones
- Shere Khan aparece en la adaptación cinematográfica de 1942. En esta versión, Mowgli deja la manada de lobos para ir en busca de Shere Khan y acabar él mismo con el tigre. Mowgli consigue acabar con Shere Khan con la ayuda de Kaa, y posteriormente le arranca al tigre su piel.
- Shere Khan aparece en la serie de cortometrajes rusa de 1967 Maugli.
- En el especial animado para televisión "Mowgli's Brothers", Shere Khan aparece como un robusto tigre blanco.
- En la serie de televisión anime japonesa de 1989 Jungle Book Shōnen Mowgli, al contrario de la literatura, su pierna derecha lisiada no era un defecto de nacimiento, sino que el resultado en una pelea con el lobo Alexander, que era el padre adoptivo de Mowgli. Es muy fiel a la representación de Kipling en muchos aspectos (como el hecho de que tiene a Tabaqui como compañero), solo que es más cruel porque ha violado muchas leyes de la jungla (que incluyen la devoración de hombres) y también comparte el miedo al fuego de su versión de Disney.
- Una canción titulada "Shere Kahn" aparece en el álbum debut de 1997 Music for Earthworms de Aesop Rock.
- En la serie de televisión animada española Las tres mellizas, Shere Khan aparece en el episodio "Las tres mellizas y el libro de la selva". Al contrario de otras versiones, Shere Khan es mostrado como un personaje bueno, actuando como el protector de Mowgli tal como hacen la pantera Bagheera y el oso Baloo en la mayoría de adaptaciones. Él se une a las tres mellizas para encontrar a Mowgli, quien ha sido secuestrado por un cazador que busca el tesoro de la Ciudad de los Monos.[9]
- En la película de acción real de 1997 The Second Jungle Book: Mowgli & Baloo, Shere Khan aparece como un antagonista menor. Aparece por primera vez al comienzo de la película intentando cazar a Mowgli, pero sin éxito. Más adelante vuelve a aparecer invadiendo el campamento que los personajes montaron en la selva, pero Mowgli le espanta con un trozo de leña con fuego. Aparece por última vez al final de la película, donde encuentra a Buldeo (principal antagonista de la película) colgando de un árbol, e intenta atraparle, supuestamente matándole después.
- En la serie de televisión india de animación por computadora de 2010 El libro de la selva, Shere Khan actúa como el antagonista principal de la serie.